# Philosepedon balkanicus
Philosepedon balkanicus är en tvåvingeart som beskrevs av Krek 1970. Philosepedon balkanicus ingår i släktet Philosepedon och familjen fjärilsmyggor. Inga underarter finns listade i Catalogue of Life.